# Marc Hudson
Marc Hudson, född 11 februari 1984 i Oxford i England, är en brittisk sångare känd numera som sångaren i London-baserade power metal-bandet DragonForce. Detta har han varit sedan 2011 då han ersatte ZP Theart.
Vid sidan av DragonForce har Hudson även medverkat med andra band/projekt som Karmaflow, Prospekt och Gyze. Den 25 augusti 2023 släppte han sitt första soloalbum Starbound Stories.

## Diskografi

### Med DragonForce
- The Power Within - 2012
- Maximum Overload - 2014
- Reaching into Infinity - 2017
- Extreme Power Metal - 2019

### Solo
- Starbound Stories - 2023